# ティトゥス・ラビエヌス
ティトゥス・ラビエヌス（ラテン語: Titus Labienus, 紀元前100年頃 - 紀元前45年3月17日）は、共和政ローマ期の軍人、政治家である。ガイウス・ユリウス・カエサルの盟友であり、ガリア戦争ではレガトゥス（総督代理）としてカエサルを支えたが、ローマ内戦ではカエサルと敵対した。

## 生涯

### 青年期
ティトゥス・ラビエヌスはピケヌム（現：アスコリ・ピチェーノ県）近郊のキングルム（現：チンゴリ）の出身であった。生年はラビエヌスがプラエトル（法務官）となった年度（紀元前60年）より逆算した紀元前100年頃（カエサルと同一の誕生年）と考えられる。
ラビエヌスの家系はエクィテス（騎士階級）に属し、ピケヌム一帯の大地主であったポンペイウス一門（グナエウス・ポンペイウスらが属した）のクリエンテスであった。ラビエヌスはポンペイウス一門との結びつきにより軍隊内での地位を上げていき、紀元前78年から紀元前75年まで、紀元前79年にコンスル（執政官）を務めたプブリウス・セルウィリウス・ウァティア・イサウリクスの元でキリキアにて軍務に就いた。

### 護民官として
紀元前63年に護民官となったラビエヌスは、紀元前100年に護民官（当時）ルキウス・アップレイウス・サトゥルニヌス及びその一派を殺害した罪でガイウス・ラビリウスを告発した。この告訴はカエサルがラビエヌスと組んで起訴したものとされるが、ラビエヌス自身も叔父がサトゥルニヌス一派に属してその際に殺害されたことからラビリウスを告発する理由はあった。カエサルはポンペイウス及びマルクス・リキニウス・クラッススとの政治的な同盟（第一回三頭政治）を結ぶ前であったが、ラビエヌスは個人的にカエサルと親しい仲であった。
カエサルがラビリウスを告発した真の目的はセナトゥス・コンスルトゥム・ウルティムム（元老院最終勧告）への疑義を突き付けることであったが、告発自体は正式な手続を踏んでおり、ラビリウスが訴追自体に異を唱えることは、護民官特権であった「身体の不可侵権」にも触れる問題であった。とは言え、マルクス・トゥッリウス・キケロが弁護に付いた上でラビリウスは告発に抗し、ラビリウスは高齢もあってローマ市民の同情を集めた。結局は元老院での判決が下される前に裁判自体が立ち消え状態になって刑事罰が回避されてカエサルの野望は一旦挫折することとなった。なお、ラビリウスは罰金を支払うことが出来ず、ローマから追放となった。
カエサルは紀元前59年にコンスルとなり、紀元前58年からプロコンスルとしてガリア・キサルピナなどの属州総督となることが決まった。護民官及びプラエトルの任期が終了していたラビエヌスはガリア総督カエサルのレガトゥス（総督代理）としてガリアへ赴くこととなった。

### ガリア戦争

ガリア戦争要図

紀元前58年より始まったガリア戦争での最初の戦いとなったヘルウェティイ族との戦闘において、カエサルが自著「ガリア戦記」中に名前を言及した唯一のレガトゥスがラビエヌスであり、カエサルが当初よりラビエヌスを高く評価していたことが窺える。実際に、ラビエヌスは数多くの戦争経験を重ねた熟練の騎兵指揮官であり、カエサルが己の手柄とした多くもラビエヌスの補佐によるものであった。また、他のカエサル配下のレガトゥスに比べても軍功・キャリア共に豊富であったことから、カエサル軍の筆頭の副司令官格であり、カエサルもゲルマニアやブリタンニアへの遠征でガリアを離れた際は、ガリア属州全体の統治を別部隊と共にラビエヌスに一任した。また、ラビエヌスもカエサル不在のガリアを無難に治めた。
紀元前57年、ネルウィイ族（Nervii）及びアトレバテス族（Atrebates）らとのサビス川の戦いでは、ラビエヌスは第9軍団及び第10軍団を指揮してアトレバテス族を撃破した。ベルガエ人の本陣を占拠した後、苦戦していたカエサル自ら指揮を取る第7軍団及び第12軍団（en）に加勢するべく、ネルウィ族の後背を攻撃するよう第10軍団に指示を出し、ローマ軍の勝利に貢献した。
紀元前54年のインドゥティオマルス（Indutiomarus）が率いたトレウェリ族との戦いでは、インドゥティオマルスがローマ軍に対して威嚇及び挑発行為を行うことでラビエヌスを悩ませたものの、ラビエヌスは作戦によって少しの間、待機する戦術をとった。トレウェリ族及びインドゥティオマルスがローマ軍は攻撃しないものと隙を見せた時期を見計らって、ラビエヌスは配下の騎兵にトレウェリ族の陣を急襲させた。ラビエヌスはインドゥティオマルスを真っ先に殺害するように指示を与え、ローマ軍はインドゥティオマルスを討ち取り、族長を失ったトレウェリ族は壊走した。
トレウェリ族はインドゥティオマルスの親族を新たな首領として再編成し、スエビ族らのゲルマニア人から援軍を待ってローマを攻撃する姿勢を示した。それに対してラビエヌスが撤退するよう見せかけたことから、トレウェリ族は後背よりローマ軍に迫ったところを、仕掛けておいた伏兵及び急反転した自軍によって反撃し、トレウェリ族に再び勝利を収めた。ゲルマニア人は援軍を控えざるを得ず、ゲルマニア人のガリア侵攻を防いだ格好となった。この年はアドゥアトゥカの戦いでローマ軍は大打撃を受けており、ローマ軍の崩壊を防ぐ勝利ともなった。
紀元前52年のルテティア（現：パリ）におけるパリシイ族との戦いでの勝利はラビエヌスの戦術の秀逸振りを見せる良い例となった。ゲルゴウィアへ向かったカエサル軍と別れて、パリシイ族を抑えるべく派遣されたラビエヌスは、コホルス（歩兵大隊）5個大隊をアゲディンクム（Agedincum、現：サンス）に残した上で、自らは3個軍団を率いてセクアナ川を越えてルテティアへ向かった。ローマ軍は川の3つの場所を渡ったが、軍隊を分割して川を横断しているものとガリア側に思い込ませ、ガリア軍はこれを追跡したが、ラビエヌスは軍を再び1つに戻して、迫ってきたガリア軍を包囲して、これを殲滅した。
ルテティアでの勝利の後にラビエヌスはカエサル本軍と合流。アレシアの戦いにも参加し、アレシア包囲網で最もガリア側の攻撃の激しかった北西の包囲線の防衛を果たしてローマ軍の勝利に貢献した。
紀元前51年、最後まで抵抗していたトレウェリ族の地に派遣され、ローマに抵抗する勢力を打ち破った。同年9月、カエサルはラビエヌスにガリア・キサルピナ属州の統治を委任した。

### ローマ内戦
ガリア戦争の終了と共に、カエサルは元老院派と抜き差しならない対立状態に陥った。ラビエヌスは長らくの盟友であったカエサルと決別してポンペイウスらの元老院派へ味方することを決め、ガリア戦争を通じて率いていたガリア及びゲルマン騎兵を連れることなく、単騎で元老院派に加わった。カエサルはラビエヌスが離脱する前に話し合いを持ったが内容は伝わっていない。なお、カエサルは後にラビエヌスがガリアに残した荷をラビエヌスの元に送り届けた。
ポンペイウスはラビエヌスを騎兵の指揮官に任命したが、ポンペイウスの下では、カエサルの元で得たような成功を得ることは出来なかった。 騎兵を率いてファルサルスの戦いに臨んだものの敗北しケルキラへと逃れたが、ポンペイウスがエジプトで殺害されたことを知ってアフリカ属州へと逃れた。紀元前46年にルスピナでカエサル軍を打ち破ったが、元老院派はタプススの戦いで敗北したことから、ポンペイウスの2人の息子小ポンペイウスやセクストゥス・ポンペイウスらと共にヒスパニアへと逃れた。
翌紀元前45年3月、ヒスパニアへ攻め込んだカエサル軍とムンダで激突した。カエサル軍と元老院派は互角の戦いであり、ラビエヌスは騎兵を率いて奮戦したが、カエサル軍の援軍であったマウレタニア王ボグドが率いる騎兵部隊が小ポンペイウスの手勢へと攻撃を仕掛け、ラビエヌスは小ポンペイウス軍を支援する為に騎兵部隊を率いて戦場を移ろうとした所、ポンペイウス軍はこれをラビエヌスが退却に転じたものと誤解した為、ポンペイウス軍は総崩れとなり、ラビエヌスは戦いの中で戦死した。
ラビエヌスの息子クィントゥス・ラビエヌスはパルティア王国に逃れ軍司令官として活躍するも、紀元前39年にプブリウス･ウェンティディウス･バッススに敗れて戦死した。

## カエサルと決別した理由
ラビエヌス自身はカエサルの盟友から敵へ転じた理由を語っておらず（若しくは語ったものの記述が散逸した）、その真相は掴み難い。
3世紀の歴史家カッシウス・ディオは、「ガリア戦争で多くの富と名声を得たものの、ガリア属州総督であったカエサルの指揮下に過ぎず独立した作戦に関与出来なかったこと及び将来的にコンスルへ就任させる期待が持てなかったことで、ラビエヌスがカエサルを単に逆恨みしたことによるもの」とした。
「Biography of Titus Labienus, Caesar’s Lieutenant in Gaul」の中でティレルは、ラビエヌスの行動について現代の歴史家は「逃亡者や裏切者」と呼んでいるが、ティレル自身は「当時の元老院を中心とした合法的な政府に従う為、元老院派へと加わったもの」とした。

## ラビエヌス年表
- 紀元前100年頃 - キングルム（現：チンゴリ）で生まれる。
- 紀元前63年 - 護民官に選出。ラビリウスを告訴する。
- 紀元前60年 - プラエトルに選出。
- 紀元前58年 - カエサルのレガトゥスとしてガリア戦争に参加。
- 紀元前52年 - アレシアの戦い。
- 紀元前51年 - カエサルによってガリア・キサルピナ属州の統治を委託される。
- 紀元前49年 - ローマ内戦が勃発。元老院派に合流し、カエサルと決別。
- 紀元前48年 - ファルサルスの戦いで敗北し、北アフリカへ逃れる。
- 紀元前46年 - タプススの戦い。ヒスパニアへ逃れる。
- 紀元前45年 - ムンダの戦いで戦死。